# Seznam dílů cyklu Bakaláři
Toto je seznam dílů cyklu Bakaláři. Povídkový televizní cyklus Bakaláři vysílala Československá televize od roku 1972. Téměř hodinový pořad byl složen ze tří krátkých povídek, jež psali scenáristé na základě příběhů, které do televize posílali sami diváci. V produkci se střídala všechna studia Československé televize: Praha, Brno, Ostrava, Bratislava a Košice.

## 1972
| Pořadí | Téma                         | Povídky                                  | Režie          | Studio | Datum premiéry  |
| ------ | ---------------------------- | ---------------------------------------- | -------------- | ------ | --------------- |
| 1      | Kufr za dveřmi               | Manželská hra, Milostné dopisy a Kredenc | Jaroslav Dudek | Praha  | 19. února 1972  |
| 2      | Musím se ti k něčemu přiznat | Zatloukat, Rozvod, Žárlivost             | Jaroslav Dudek | Praha  | 19. března 1972 |
| 3      | Už zase nemáš ani korunu?    | Vkladní knížka, Prémie a Úspory          | Jaroslav Dudek | Praha  | 15. dubna 1972  |

## 1973
| Pořadí | Téma                             | Povídky                         | Režie          | Studio | Datum premiéry     |
| ------ | -------------------------------- | ------------------------------- | -------------- | ------ | ------------------ |
| 1      | Buď já nebo maminka!             | Knedlíky, Psí život a Za školou | Jaroslav Dudek | Praha  | 17. března 1973    |
| 2      | Ať žije rovnoprávnost!           | Nádobí, Výlet a Vajíčka         | Jaroslav Dudek | Praha  | 14. dubna 1973     |
| 3      | Ó výchova, ó děti!               | Péťa, Pastička a Klíče          | Jaroslav Dudek | Praha  | 12. května 1973    |
| 4      | Stojka po výplatě                | Plavky, Schovávaná a Páska      | Jaroslav Dudek | Praha  | 29. září 1973      |
| 5      | Kdo sousedu jámu kope            | Kolo, Rohožka a Klavír          | Jaroslav Dudek | Praha  | 27. října 1973     |
| 6      | Peníze a děti aneb Děti a peníze | Autobus, Korálky a Plesové šaty | Jaroslav Dudek | Praha  | 24. listopadu 1973 |

## 1974
| Pořadí | Téma                                | Povídky                                         | Režie            | Studio     | Datum premiéry     |
| ------ | ----------------------------------- | ----------------------------------------------- | ---------------- | ---------- | ------------------ |
| 1      | Táto, mámo, pojďte si hrát!         | Deštník, Nádraží a Klec                         | Jaroslav Dudek   | Praha      | 19. ledna 1974     |
| 2      | Jsem ještě babička mladá            | Strýčínek, Nápadník a Karneval                  | Milan Peloušek   | Brno       | 16. února 1974     |
| 3      | Ty lidi mi sem nezvi!               | Úklid, Trabant a Beruška                        | Jaroslav Dudek   | Praha      | 16. března 1974    |
| 4      | Na ryby, na ryby, stále jen na ryby |                                                 | Karol Strážnický | Bratislava | 13. dubna 1974     |
| 5      | Automobilová dramata                | Krádež, Večeře a Aero 30                        | Jaroslav Dudek   | Praha      | 11. května 1974    |
| 6      | Já na bráchu, brácha na mne         | Ženich, Králíci a Velryba                       | Zdeněk Havlíček  | Ostrava    | 8. června 1974     |
| 7      | Když ty se nezajímáš o moji práci   | Prkno, Kino a Tele                              | Jaroslav Dudek   | Praha      | 6. července 1974   |
| 8      | Prosím tě, co na ni vidíš?          | Milenka, Snoubenka a Manželka                   | Karol Strážnický | Bratislava | 3. srpna 1974      |
| 9      | Mami, já chci bratříčka             | Náušnice, Inzerát a Autodráha                   | Milan Peloušek   | Brno       | 31. srpna 1974     |
| 10     | Po přízni řízni                     | Stokoruna, Med a Útěk                           | Jaroslav Dudek   | Praha      | 28. září 1974      |
| 11     | Kožich nebo cesta k moři            | Na shledanou v Eforii, Bumerang a Výhra a Tatry | Zdeněk Havlíček  | Ostrava    | 26. října 1974     |
| 12     | Co budeme dělat v sobotu            | Davídek, Narozeniny a Křeček                    | Jaroslav Dudek   | Praha      | 23. listopadu 1974 |
| 13     | Mladí u starých, staří u mladých    | Dveře, Schody a Podsvinče                       | Jaroslav Dudek   | Praha      | 21. prosince 1974  |

## 1975
| Pořadí | Téma                                     | Povídky                                                | Režie           | Studio     | Datum premiéry     |
| ------ | ---------------------------------------- | ------------------------------------------------------ | --------------- | ---------- | ------------------ |
| 1      | Kdo ti to zase telefonoval?              | Omyl, Návštěva a Facka                                 | Milan Peloušek  | Brno       | 4. ledna 1975      |
| 2      | Největší odvaha mého života              | Užovka, Dům a Zloděj                                   | Jaroslav Dudek  | Praha      | 15. února 1975     |
| 3      | To kilo musím okamžitě shodit            | Muka lásky, Kolečko a Plesové šaty                     |                 | Bratislava | 15. března 1975    |
| 4      | Mami, já se musím vdávat                 | Kousek života, Náš Pepa a První pohled                 | Jaroslav Dudek  | Praha      | 12. dubna 1975     |
| 5      | Tu pětku dáš doma podepsat               | Péče o dítě, Kamarádi a Pětka pro štěstí               | Zdeněk Havlíček | Ostrava    | 10. května 1975    |
| 6      | Jak je důležité míti známosti            | Housle, Mlýn a Agneska                                 | Jaroslav Dudek  | Praha      | 7. června 1975     |
| 7      | Hezká holka to má těžké                  | Kotník, Facka a Šachy                                  | Jaroslav Dudek  | Praha      | 5. července 1975   |
| 8      | Žena pod pantoflem                       | Sázka, Karty a Pokuta                                  | Milan Peloušek  | Brno       | 2. srpna 1975      |
| 9      | To dítě má uši všude                     | Jasnovidec, Chrobáčik a List na rozlučku               |                 | Bratislava | 30. srpna 1975     |
| 10     | A na tu kytaru už nesáhneš               | Tornádo, Matematika a Zlodějka                         | Jaroslav Dudek  | Praha      | 27. září 1975      |
| 11     | Babi, ty jsi staromódní                  | Pokoj k pronajmutí, Bouřka jako hrom a Lauřinka a Lysá |                 | Ostrava    | 25. října 1975     |
| 12     | Vždyť zalhat dítěti je tak snadné        | Svatba, Medvěd a Rozvod                                | Jaroslav Dudek  | Praha      | 22. listopadu 1975 |
| 13     | Vánoce, na které nikdy nezapomenu        | Linecké pečivo, Hrachová polévka a Lokomotiva          | Jaroslav Dudek  | Praha      | 20. prosince 1975  |
| 14     | Silvestře, tak jsem si tě nepředstavoval | Babička, Balkón a Oheň                                 | Jaroslav Dudek  | Praha      | 31. prosince 1975  |

## 1976
| Pořadí | Téma                                            | Povídky                                                   | Režie            | Studio     | Datum premiéry     |
| ------ | ----------------------------------------------- | --------------------------------------------------------- | ---------------- | ---------- | ------------------ |
| 1      | Vyber si, funkce nebo já                        | Konec dobrý, všechno dobré, Únos a Záblesky               | Karol Strážnický | Bratislava | 17. ledna 1976     |
| 2      | Z cizího krev neteče                            | Příbory, Párek a Skladiště                                | Jaroslav Dudek   | Praha      | 13. února 1976     |
| 3      | Když já byl ve tvých letech                     | Záměna, Karate a Klec                                     | Milan Peloušek   | Brno       | 13. března 1976    |
| 4      | Věno, že je přežitek?                           | Výslech, Kravata a Menší tělesná vada                     | Jaroslav Dudek   | Praha      | 8. května 1976     |
| 5      | To naše ulice ještě nezažila                    | Cukrárna, Dlažba a Svatba                                 | Jaroslav Dudek   | Praha      | 5. června 1976     |
| 6      | Za mnoho peněz málo muziky                      | Dvojí život, Originál Kubín a Večerník                    |                  | Ostrava    | 3. července 1976   |
| 7      | Nehledej ženu při tanci, ale při práci          | Dokonalá souhra, Valčík ve výkrmně a Maminka z křižovatky | Ján Lacko        | Košice     | 31. července 1976  |
| 8      | Co z toho kluka bude?                           | Pepík, Jirka Paličák a Cizí člověk                        | Jiří Krejčík     | Ostrava    | 28. srpna 1976     |
| 9      | Nepomluvíš bližního svého                       | Obsílka, Kufr a Dcera                                     | Jaroslav Dudek   | Praha      | 25. září 1976      |
| 10     | To nemám v popisu práce                         | Prostěradlo, Revizoři a Světlík                           | Jaroslav Dudek   | Praha      | 23. října 1976     |
| 11     | Vždyť se můžeš hodit marod                      | Kontrola, Svatba a Alergie                                | Milan Peloušek   | Brno       | 20. listopadu 1976 |
| 12     | Tomu říkáš šťastné manželství?                  | Fotbal, Noční stolek a Dítě                               | Jaroslav Dudek   | Praha      | 18. prosince 1976  |
| 13     | Kdybych to byl věděl, tak bych tam byl nechodil | Frajer, Bonboniéra a Hypnotizér                           | Jaroslav Dudek   | Praha      | 31. prosince 1976  |

## 1977
| Pořadí | Téma                                    | Povídky                                                  | Režie          | Studio     | Datum premiéry     |
| ------ | --------------------------------------- | -------------------------------------------------------- | -------------- | ---------- | ------------------ |
| 1      | Když on si tak rád přihne               | Soused, Zapomnětlivost a Otec                            | Jaroslav Dudek | Praha      | 15. ledna 1977     |
| 2      | Náš mistr je z nezaplacení              | Prima chlapec, Pokus o znásilnění a Náš drahý dědeček    |                | Košice     | 12. února 1977     |
| 3      | Bez práce nejsou koláče                 | Půlnoční zedník, Křížovka s tajenkou a Ve výtahu         |                | Bratislava | 12. března 1977    |
| 4      | Člověk, který mi v životě nejvíc pomohl | Šatna, Alimenty a Kytice                                 | Jaroslav Dudek | Praha      | 9. dubna 1977      |
| 5      | Toto je moje poslední cigareta          | Oříšek, Krabička a Otíček                                | Jaroslav Dudek | Praha      | 7. května 1977     |
| 6      | Jak to ten člověk všechno stihne        | Melouchář, Svatba a Sběratel                             | Otto Haas      | Brno       | 4. června 1977     |
| 7      | Chudinka, má kluka na vojně             | Špionáž, Láska a Obří číše                               | Jaroslav Dudek | Praha      | 2. července 1977   |
| 8      | Můj první den na novém pracovišti       | Silo, Telefon a Transfúze                                | Václav Hudeček | Ostrava    | 30. července 1977  |
| 9      | Když nám dáš, tak si náš                | Zájezd do zahraničí, Kamarádi muzikanti a Starý spolužák |                | Bratislava | 27. srpna 1977     |
| 10     | Jak jsem překonal sám sebe              | Dvacetikoruna, Škola a Vánoce                            |                | Praha      | 24. září 1977      |
| 11     | Jak oplácíme rodičům                    | Návštěva, Domov a Adélka                                 | Otto Haas      | Brno       | 22. října 1977     |
| 12     | A takoví to byli kamarádi               | Marie, Odměna a Lopata                                   | Jaroslav Dudek | Praha      | 19. listopadu 1977 |
| 13     | Kdy jsem se cítil nejšťastnější         |                                                          | Jaroslav Dudek | Praha      | 17. prosince 1977  |
| 14     | Takovou legraci jsem ještě nezažil      | Spáč, Lalůček a Nevěsta                                  | Jaroslav Dudek | Praha      | 31. prosince 1977  |

## 1978
| Pořadí | Téma                                         | Povídky                                                | Režie          | Studio     | Datum premiéry     |
| ------ | -------------------------------------------- | ------------------------------------------------------ | -------------- | ---------- | ------------------ |
| 1      | Jak jsme se seznámili                        | Píšťala, Táta a Štědrý večer                           | Otto Haas      | Brno       | 14. ledna 1978     |
| 2      | Závist naším domem vládne                    | Mzda strachu, Podnájem a Výstřižek                     | Jaroslav Dudek | Praha      | 11. února 1978     |
| 3      | Den žen jako řemen                           | Střepy, Filip a Předseda                               | Václav Hudeček | Ostrava    | 11. března 1978    |
| 4      | Kdybych to tak mohl vzít zpátky!             | Telegram, Karafiát a Jožin                             | Jaroslav Dudek | Praha      | 8. dubna 1978      |
| 5      | Moje nejhezčí vzpomínka na rok pětačtyřicátý | náměty diváků zakomponovány do jednoho příběhu         | Jaroslav Dudek | Praha      | 6. května 1978     |
| 6      | Dobré slovo lepší než peníze                 | Dům, Domácí úloha a Milan                              |                | Bratislava | 3. června 1978     |
| 7      | Alespoň jednou v životě být dámou            | Pytel, Platina a Zip                                   | Jaroslav Dudek | Praha      | 1. července 1978   |
| 8      | Co se v mládí naučíš                         | Tréma, Aktovka a Námluvy                               | Jiří Vanýsek   | Brno       | 26. srpna 1978     |
| 9      | Dobrý člověk ještě žije                      | Majka, Podivuhodné odpoledne Heleny a Petra a Závozník | Václav Hudeček | Ostrava    | 23. září 1978      |
| 10     | Od dobrého suseda, ploty robiť netreba       | Vdovy, Kleveta a Nevěra                                |                | Košice     | 21. října 1978     |
| 11     | Vrať se, vše odpuštěno                       | Prášky, Slepice na smetaně a Lázně                     | Jaroslav Dudek | Praha      | 18. listopadu 1978 |
| 12     | Televize, láska a svízel naší rodiny         | Přání, Zuby a Soud                                     | Jaroslav Dudek | Praha      | 16. prosince 1978  |

## 1979
| Pořadí | Téma                                  | Povídky                                         | Režie            | Studio     | Datum premiéry     |
| ------ | ------------------------------------- | ----------------------------------------------- | ---------------- | ---------- | ------------------ |
| 1      | Začalo to úplně nevinně               | Stopařka, Kanasta a Inzerát                     | Václav Hudeček   | Ostrava    | 13. ledna 1979     |
| 2      | Detektivem proti své vůli             | Kaliba, Spodky a Zavazadlo                      | Jaroslav Dudek   | Praha      | 24. února 1979     |
| 3      | Nejlepší žena mého života             | Nápadník, Vlak a Neteř                          | Jaroslav Dudek   | Praha      | 10. března 1979    |
| 4      | Učitel, na kterého nezapomenu         | Oběd, Deník a Logika                            | Jaroslav Dudek   | Praha      | 7. dubna 1979      |
| 5      | Jak mě poznali manželovi rodiče       | Zápalky, Zlatovláska a Záhada                   | Petr Tuček       | Brno       | 6. května 1979     |
| 6      | Podívej se, kam to druzí dotáhli      | Doktor, Jahody se šlehačkou a Králík na smetaně | Karol Strážnický | Bratislava | 2. června 1979     |
| 7      | Jak jsem bojoval s pokušením          | Zástava, Trafika a Lůžko                        | Jaroslav Dudek   | Praha      | 30. června 1979    |
| 8      | Jak mi pomohl můj čtyřnohý kamarád    | Brok, Rozhodčí a Filip                          | Jiří Vanýsek     | Brno       | 28. července 1979  |
| 9      | Vejce chce být moudřejší než slepice  | Drahý Karel Gott, Zlatá náušnice a Bunda        |                  | Košice     | 25. srpna 1979     |
| 10     | Co se tak štveš, je to tvoje?         | Panelák, Balík a Cement                         | Václav Hudeček   | Ostrava    | 22. září 1979      |
| 11     | Nejhezčí příběh z našeho JZD          | Dohola, Švýcar a Koně                           | Jaroslav Dudek   | Praha      | 20. října 1979     |
| 12     | Jak jsem poznal, co je domov          | Růže, Syn a Potvrzení                           | Jaroslav Dudek   | Praha      | 17. listopadu 1979 |
| 13     | Můj nezapomenutelný zážitek s dítětem | Obrázek, Stopař a Tatínek                       | Jaroslav Dudek   | Praha      | 15. prosince 1979  |

## 1980
| Pořadí | Téma                                               | Povídky                                       | Režie             | Studio     | Datum premiéry     |
| ------ | -------------------------------------------------- | --------------------------------------------- | ----------------- | ---------- | ------------------ |
| 1      | Před svatbou jsi býval jiný                        | Papuče, Ořechový závin a Vlas                 | Karol Strážnický  | Bratislava | 26. ledna 1980     |
| 2      | Jak jsem se znovu zamiloval do své ženy            | Košile, Zabijačka a Abiturientský večírek     | Jaroslav Dudek    | Praha      | 23. února 1980     |
| 3      | Jak nás naše dítě překvapilo                       | Dioptrie, Spánek a Pes                        | Jaroslav Dudek    | Praha      | 22. března 1980    |
| 4      | Ten vlas není tvůj, miláčku                        | Paruka, Detektiv a Lázně                      | Jiří Vanýsek      | Brno       | 19. dubna 1980     |
| 5      | A od té chvíle si říkáme kolektiv                  | Čahoun, Vehikl a Zámek                        | Václav Hudeček    | Ostrava    | 17. května 1980    |
| 6      | Jenom jednou jsme na světě                         | Pyžamo, Blondýna a Nešťastný šafářův dvoreček | Jaroslav Dudek    | Praha      | 28. června 1980    |
| 7      | Seděli jsme spolu v lavici                         | Jíška, Výtečníci a Lavice, moje žena a já     | Václav Hudeček    | Ostrava    | 26. července 1980  |
| 8      | Jablko nepadá daleko od stromu                     | Facka, Tetinka a Kaktus                       | Jiří Vanýsek      | Brno       | 23. srpna 1980     |
| 9      | Opravářem proti své vůli                           | Mistr, Doktorát a Vypálený rybník             | Marcel Dekanovský | Košice     | 20. září 1980      |
| 10     | Když chceš vědět tajné věci, zeptej se malých dětí | Je nás pět, Kolaudace a Čáp                   | Karol Strážnický  | Bratislava | 18. října 1980     |
| 11     | Nevíš o nějaké protekci?                           | Docent, Pleš a Kachličky                      | Jaroslav Dudek    | Praha      | 15. listopadu 1980 |
| 12     | Takového člověka bych chtěl potkat ještě jednou    | Taška, Dopis a Host                           | Jaroslav Dudek    | Praha      | 13. prosince 1980  |

## 1981
| Pořadí | Téma                                                | Povídky                                               | Režie            | Studio     | Datum premiéry     |
| ------ | --------------------------------------------------- | ----------------------------------------------------- | ---------------- | ---------- | ------------------ |
| 1      | Tak tomu říkám smysl pro humor                      | Kbelík, Dveře a Korespondence                         | Jaroslav Dudek   | Praha      | 24. ledna 1981     |
| 2      | Jeden za všechny, všichni za jednoho                | Hračička, Vedoucí a Lebeda                            | Jiří Vanýsek     | Brno       | 24. února 1981     |
| 3      | Kdybych to neviděl na vlastní oči, tak tomu nevěřím | Kačenka, Myš a Herečka                                | Jaroslav Dudek   | Praha      | 21. března 1981    |
| 4      | Koupím, prodám, vyměním                             | Spravedlivá věc, Překvapení a Past                    |                  | Bratislava | 18. dubna 1981     |
| 5      | Slasti a strasti poslaneckého života                | Pukl, Vděk a Bouřka                                   | Václav Hudeček   | Praha      | 16. května 1981    |
| 6      | Podivuhodný příběh z našeho domu                    | Záhada u půdy, Uhlí a Ponožky                         | Jaroslav Dudek   | Praha      | 13. června 1981    |
| 7      | Kdo chce klamat, musí mít dobrou paměť              | Pacient, Náhodná známost a Otcové                     | Karol Strážnický | Bratislava | 27. června 1981    |
| 8      | Naši jsou moc staromódní                            | Obraz, Sporák a Elektřina                             | Jiří Vanýsek     | Brno       | 25. července 1981  |
| 9      | Ta rozkošná mateřská dovolená                       | V porodnici, Logik, Dům pro celou rodinu              | Václav Hudeček   | Praha      | 22. srpna 1981     |
| 10     | Největší omyl mého života                           | Nejlepší advokát ve městě, Školení a Ohlašovna požáru | František Mudra  | Ostrava    | 19. září 1981      |
| 11     | Bakaláři navíc                                      | Jiříček, Výfuk a Fotbalová odysea                     | Jaroslav Dudek   | Praha      | 17. října 1981     |
| 12     | Jak jsem přestal být pověrčivý                      | Štěstí v neštěstí, Velká výhra a Černá kočka          |                  | Košice     | 14. listopadu 1981 |
| 13     | Dárek, na který nezapomenu                          | Bagdád, Husa a Amfora                                 | Václav Hudeček   | Ostrava    | 12. prosince 1981  |
| 14     | Dneska vaříš ty, miláčku                            | Nohejbal, Knedlíky a Frantík                          | Václav Hudeček   | Praha      | 26. prosince 1981  |

## 1982
| Pořadí | Téma                                        | Povídky                                    | Režie            | Studio     | Datum premiéry     |
| ------ | ------------------------------------------- | ------------------------------------------ | ---------------- | ---------- | ------------------ |
| 1      | Drazí rodičové, já se žením, vdávám         | Taktika, Chemik                            | Jiří Vanýsek     | Brno       | 23. ledna 1982     |
| 2      | Kde ťa neprosia, nech ťa čerti nenosia      | Čertove obrázky, Medové týždne a Stávka    | Karol Strážnický | Bratislava | 20. února 1982     |
| 3      | Když přestala hrát televize                 | Anténa, Viktorka a Multiservis             | Václav Hudeček   | Praha      | 20. března 1982    |
| 4      | Myslel si, že je hrdina                     | Torma, Noční autobus a Sultánova favoritka | František Mudra  | Ostrava    | 17. dubna 1982     |
| 5      | Jak jsem si chtěl vyhodit z kopýtka         | Carmen, Pokušení a Výlet do Prahy          | Alexej Nosek     | Praha      | 15. května 1982    |
| 6      | Písnička na kterou nezapomenu               | Lék, Telegram a Věž                        | František Filip  | Praha      | 12. června 1982    |
| 7      | To by přece udělal každý                    | Vokno, Lucka a Kouzelnice                  | Jiří Vanýsek     | Brno       | 10. července 1982  |
| 8      | Radšej dvakrát vyhorieť ako raz sa sťahovať | Krídlo, Presadili kvietok a Adresa         | Karol Strážnický | Bratislava | 7. srpna 1982      |
| 9      | Když ona mi, slečno, má žena nerozumí...    | Sbírka, Muži z Bombaje a Neteř             | Alexej Nosek     | Praha      | 4. září 1982       |
| 10     | Když si náš dědeček babičku bral            | Nevěra, Marjánka a Žhářka                  | Jaroslav Dudek   | Praha      | 30. října 1982     |
| 11     | Nejlepší mužský mého života                 | Křeslo, Tchyně a Násilník                  | František Mudra  | Ostrava    | 27. listopadu 1982 |
| 12     | A už jsou tu zase veselé vánoce             | Jedlička                                   |                  | Bratislava | 25. prosince 1982  |

## 1983
| Pořadí | Téma                                    | Povídky                                                          | Režie            | Studio     | Datum premiéry     |
| ------ | --------------------------------------- | ---------------------------------------------------------------- | ---------------- | ---------- | ------------------ |
| 1      | Moje nezapomenutelná dovolená           | Dopis, Zloděj, Angličanka a Kaskadér                             |                  | Brno       | 22. ledna 1983     |
| 2      | Jak jsem požádal svou ženu o ruku       | Námluvy, Nekňuba a Střelci                                       | Václav Hudeček   | Praha      | 19. února 1983     |
| 3      | Seznámili jsme se na inzerát            | Banální příběh, Těžký výběr a Chlap na ženění                    |                  | Bratislava | 19. března 1983    |
| 4      | Jak jsme hráli divadlo                  | Šípková Růženka; Psohlavci a Druhý domov                         | Václav Hudeček   | Praha      | 16. dubna 1983     |
| 5      | V důchodu začíná všechno znova          | Babička je naše, Žárlivec a Tož tak                              | Zdeněk Havlíček  | Ostrava    | 14. května 1983    |
| 6      | Kdybych dnes mohl znovu chodit do školy | Střevíčky, Spolužáci a Báseň                                     | Jaroslav Dudek   | Praha      | 11. června 1983    |
| 7      | Našim ani muk                           | Botulin, Slivovice, Balkon a Klíče                               | Jiří Vanýsek     | Brno       | 9. července 1983   |
| 8      | Slečno, mám fantastické nahrávky        | Stopařka, Překvapení a Medulienky                                | Karol Strážnický | Bratislava | 6. srpna 1983      |
| 9      | Kavalírem proti své vůli                | Příhoda s cizinkou, Pomlázka a Celkem obyčejná lázeňská historka |                  | Košice     | 3. září 1983       |
| 10     | Táto, mámo, já to chci zkusit sám       | Výtah, Eso a Výlet do velkého světa                              | Jaroslav Dudek   | Praha      | 1. října 1983      |
| 11     | Promiňte, omyl!                         | Plášť, Nevěsta a Služební cesta                                  |                  | Bratislava | 29. října 1983     |
| 12     | Jak jsem se pletl do řemesla            | Sauna, Zázračný lékař a Obraz                                    | Alexej Nosek     | Praha      | 26. listopadu 1983 |
| 13     | Proč ty musíš všechno vyzvonit          | Čepice, Zkouška a Poklad                                         | František Mudra  | Ostrava    | 24. prosince 1983  |

## 1984
| Pořadí | Téma                                              | Povídky                                                                | Režie           | Studio     | Datum premiéry     |
| ------ | ------------------------------------------------- | ---------------------------------------------------------------------- | --------------- | ---------- | ------------------ |
| 1      | Jak jsem se stal drobným chovatelem               | Výhra, Křeček a Včelař                                                 | Zdeněk Míka     | Praha      | 21. ledna 1984     |
| 2      | Nechte to na mně, já to zařídím                   | Mámo, já chci bratříčka, Hodný soused všechno zařídí a "Čertove volky" |                 | Bratislava | 18. února 1984     |
| 3      | Když jsem přestal věřit na zázraky                | Věštkyně, Vrátný a Štěstí                                              | Václav Hudeček  | Praha      | 17. března 1984    |
| 4      | Včera neděle byla                                 | Divočák, Džínsy a Brigáda                                              | Jiří Vanýsek    | Brno       | 14. dubna 1984     |
| 5      | Jak jsem hasil, co mě pálilo                      | Klíče, Chata morgána a Popelka                                         | Zdeněk Havlíček | Ostrava    | 12. května 1984    |
| 6      | Dobrá parta                                       | Poslíčkové, Lyže a Vagóny a ptáci                                      |                 | Praha      | 9. června 1984     |
| 7      | Vynálezy, můj koníček                             | Nefunguje, Můj strýc Edison a Náš zlepšovatel                          |                 | Bratislava | 7. července 1984   |
| 8      | Co bych dělal, kdyby nebylo tebe                  | Kufr, Teta a Ping - Pong                                               |                 | Brno       | 4. srpna 1984      |
| 9      | Za hranice všedních dnů                           | Hájovna, Světáci a Jako tenkrát                                        | Jaroslav Dudek  | Praha      | 1. září 1984       |
| 10     | Proč jsem nehodil flintu do žita                  | Kufr a Kdyby všichni chlapi světa a Kapesníček                         | František Mudra | Ostrava    | 29. září 1984      |
| 11     | Našel jsem, co jsem dávno ztratil                 | Setkání, Kukačky a Podnájemnice                                        |                 | Košice     | 27. října 1984     |
| 12     | Jak mě můj mistr naučil disciplíně                | Metr, Hektolitr a Oliver                                               |                 | Bratislava | 24. listopadu 1984 |
| 13     | Nejhezčí příběh z našeho města, městečka, vesnice | Byt, Pozemek a Hubertus                                                | Lubomír Lipský  | Praha      | 22. prosince 1984  |

## 1985
| Pořadí | Téma                               | Povídky                                              | Režie            | Studio     | Datum premiéry     |
| ------ | ---------------------------------- | ---------------------------------------------------- | ---------------- | ---------- | ------------------ |
| 1      | Jak jsem se chtěl zbavit zlozvyku  | Nikotýnka, Poslední žertík a Tři bratři              | Vojtěch Štursa   | Brno       | 19. ledna 1985     |
| 2      | Jak ze mne vojna udělala chlapa    | Lahůdkový podporučík, Spojaři a Strejda              | Alexej Nosek     | Praha      | 16. února 1985     |
| 3      | Co mně vyvedli kamarádi            | No počkej, zajíci, Kousek masa a Ženitba             | Ivan Krajíček    | Bratislava | 16. března 1985    |
| 4      | Ach, ti milí hosté!                | Kamarád z vojny, Primář a Boty                       | Miroslav Sobota  | Praha      | 13. dubna 1985     |
| 5      | Do lesíčka na čekanou              | Půlnoční divočák, Don Juan a liška Ryška a Přírůstek | Zdeněk Havlíček  | Ostrava    | 10. května 1985    |
| 6      | Proč jsem si zamiloval svoji práci | Jitrnička, Svár a Kuchařka                           | Alexej Nosek     | Praha      | 8. června 1985     |
| 7      | Naše dítě musí být zázračné        | Klíček, Tři sudičky a Módní návrhářka                | Karol Strážnický | Bratislava | 6. července 1985   |
| 8      | Od zítřka začnu nový život         | Výměna, Trampoty a Služební cesta                    | Vojtěch Štursa   | Brno       | 3. srpna 1985      |
| 9      | Jak jsem zachránil kus přírody     | Sauna, Trpaslík a Dub                                |                  | Košice     | 31. srpna 1985     |
| 10     | Přítel v nouzi                     | Lupič, Protekční dítě a Maratón                      | Zdeněk Havlíček  | Ostrava    | 28. září 1985      |
| 11     | Dnes už to není tajemství          | Pozítří v deset, Světlonoš a Otec                    | Jan Urbášek      | Ostrava    | 26. října 1985     |
| 12     | Nezapomenutelný den v naší rodině  | Záhada, Hodinář a Domov                              | Zdeněk Míka      | Praha      | 23. listopadu 1985 |
| 13     | Příště se to podaří                | Zub, Dámy a Cestovatelé                              | Karol Strážnický | Bratislava | 21. prosince 1985  |

## 1986
| Pořadí | Téma                                           | Povídky                                    | Režie           | Studio     | Datum premiéry     |
| ------ | ---------------------------------------------- | ------------------------------------------ | --------------- | ---------- | ------------------ |
| 1      | Nejlepší lékař mého života                     | Doktor a bubeník, Pravítko a Logoped       | Vojtěch Štursa  | Brno       | 18. ledna 1986     |
| 2      | Jak jsem si začal vážit svého syna (své dcery) | Stan, Česáč a Rytíř                        |                 | Praha      | 15. února 1986     |
| 3      | Pokračování po letech                          | Cizí člověk, Násilník a Tchán              |                 | Ostrava    | 15. března 1986    |
| 4      | Kdyby to naši věděli                           | Lada, …a měl tři dcery a Student           | Ivan Krajíček   | Bratislava | 12. dubna 1986     |
| 5      | Ta tvoje ženská logika                         | Buchty, Nervák a Logicky                   | Miroslav Sobota | Praha      | 10. května 1986    |
| 6      | Odvážnému štěstí přeje                         | Smělá myška, Podřezávač a Kráska a letec   |                 | Bratislava | 7. června 1986     |
| 7      | Chodím, běhám, sportuji                        | Šílenec, Stovkaři a Běžec                  | Vojtěch Štursa  | Brno       | 5. července 1986   |
| 8      | Naše rodina umí hospodařit                     | Babička, Prodaná filharmonie a Nevěra      |                 | Ostrava    | 2. srpna 1986      |
| 9      | Ach, ta mechanizace, automatizace              | Heslo, Omyl a Koláčky                      |                 | Praha      | 30. srpna 1986     |
| 10     | A potom jsem se vzbudil                        | Poplach, Zlepšovák a Manželské probuzení   |                 | Košice     | 27. září 1986      |
| 11     | Detektivem proti své vůli                      | Bunda, Advokát a Případ ztraceného manžela |                 | Bratislava | 25. října 1986     |
| 12     | Když přestali rodiče dávat                     | Zeměměřič, Kluk a Snacha                   |                 | Praha      | 22. listopadu 1986 |
| 13     | Jak jsem našel poklad                          | Hledač pokladů, Přísaha a Děda Myška       | František Mudra | Ostrava    | 20. prosince 1986  |